# Erioptera leucopoda
Erioptera leucopoda är en tvåvingeart som beskrevs av Alexander 1932. Erioptera leucopoda ingår i släktet Erioptera och familjen småharkrankar. Inga underarter finns listade i Catalogue of Life.